# Guillermo Patricio Vera Soto

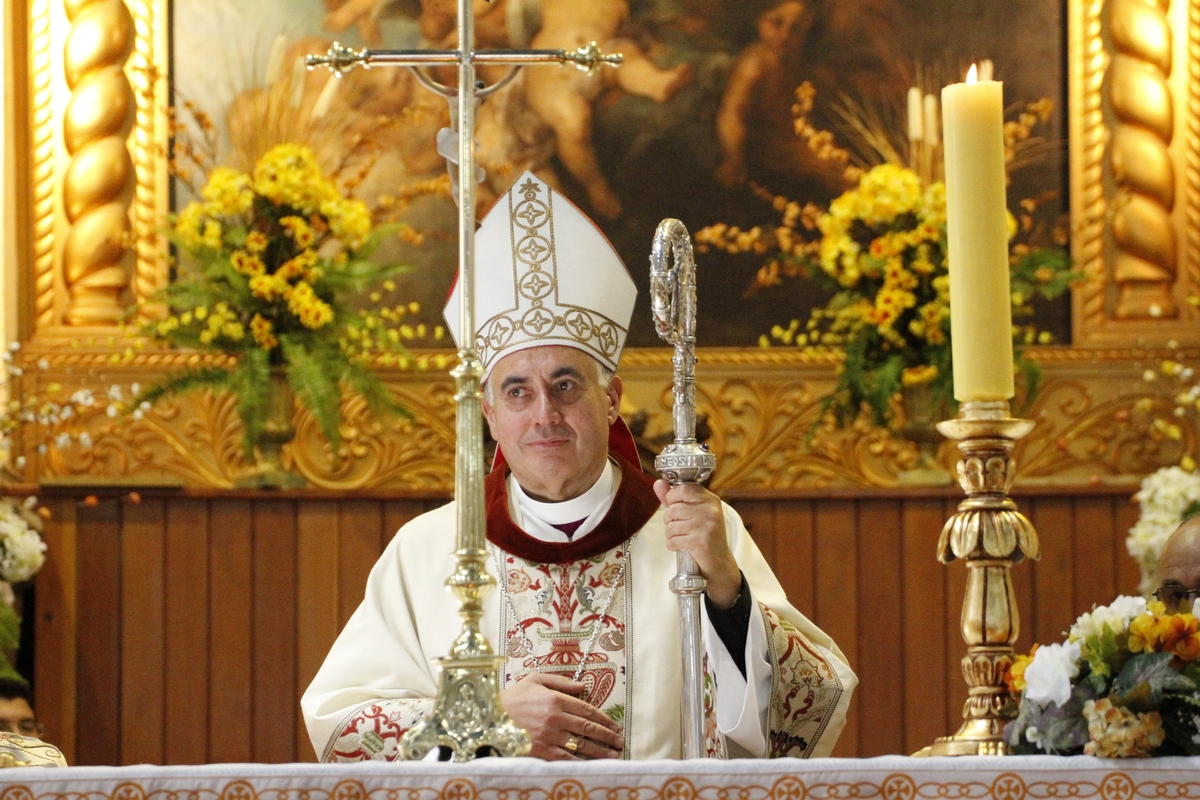
Guillermo Patricio Vera Soto, 2017

Guillermo Patricio Vera Soto (* 7. Juni 1958 in Isla de Maipo) ist ein chilenischer Geistlicher und römisch-katholischer Bischof von Rancagua.

## Leben
Guillermo Patricio Vera Soto absolvierte sein philosophisches und theologisches Studium am Päpstlichen Priesterseminar von Santiago de Chile und empfing am 12. Juni 1982 die Priesterweihe für das Erzbistum Santiago de Chile. Er war Pfarrer in Talagante, Curacaví und an der Kathedrale von Melipilla.
Papst Johannes Paul II. ernannte ihn am 10. April 2003 zum Prälaten von Calama. Der Erzbischof von Antofagasta, Patricio Infante Alfonso, spendete ihm am 31. Mai desselben Jahres die Bischofsweihe; Mitkonsekratoren waren Pablo Lizama Riquelme, Militärbischof von Chile, und Enrique Troncoso Troncoso, Bischof von Melipilla.
Mit der Erhebung zum Bistum am 20. Februar 2010 wurde er zum Bischof von San Juan Bautista de Calama ernannt.
Am 22. Februar 2014 ernannte ihn Franziskus zum Bischof von Iquique. Die Amtseinführung fand am 29. März desselben Jahres statt. Am 8. Juni 2021 ernannte ihn Papst Franziskus zum Bischof von Rancagua. Die Amtseinführung fand am 23. Juli desselben Jahres statt.